# Équipe de Belgique de football en 2020
Maillots
Chronologie
Saison précédente Saison suivante
L'équipe de Belgique de football est censée participer en 2020 à la phase finale du Championnat d'Europe mais le tournoi est reporté à 2021, elle dispute toutefois la Ligue A de la Ligue des nations pour la deuxième fois consécutive lors du dernier trimestre.

## Objectifs
S'étant brillamment qualifiée sans la moindre défaite, l'objectif initial de cette année 2020 pour la Belgique est d'atteindre la finale du Championnat d'Europe 2020, 40 ans après leur finale perdue en 1980, mais le report de l'Euro à 2021 en raison de la pandémie de Covid-19 bouleverse toutefois le programme. Le second objectif est de se placer pour la phase finale de la Ligue des nations après l'échec de 2019 et le « cauchemar de Lucerne ».

## Résumé de la saison
Aucun match n'a lieu tout au long du premier semestre de l'année en raison de la pandémie de Covid-19 et du confinement qui en découle. Toutes les compétitions nationales et internationales sont interrompues et, face à la crise sanitaire, l'UEFA décide de reporter la phase finale du Championnat d'Europe en 2021. Dans le même temps, la première édition du Qatar Airways International Tournament, un lucratif tournoi amical que la Belgique devait disputer au Qatar fin mars en guise de préparation à l'Euro en compagnie de la Croatie, de la Suisse et du Portugal, est annulée.
Au mois de juillet, la fédération annonce que les Diables Rouges disputeront deux joutes amicales en seconde partie de saison, face à la Nouvelle-Zélande, qu'elle affrontera pour la première fois de son histoire le 8 octobre, et contre la Suisse le 11 novembre.

C'est donc après une longue période d'inactivité que l'équipe belge retrouve les pelouses afin de préparer le démarrage de la nouvelle édition de la Ligue des nations. Un premier rassemblement synonyme de casse-tête pour le sélectionneur Roberto Martínez qui, à la suite de la situation sanitaire, risque de faire face à une mise en quarantaine de plusieurs joueurs, notamment ceux évoluant en Angleterre. Toutefois, le 24 août, la fédération annonce qu'un protocole particulier a été mis en place en concertation avec les ministères de l'Intérieur et des Affaires Étrangères. Fidèle à son habitude de sélectionner un groupe élargi, renforcée par l'idée, d'une part, de préparer le remplacement de certains cadres qui vont probablement participer en 2021 au dernier grand tournoi de leur carrière et, d'autre part, de pouvoir s'appuyer sur une sélection plus étendue car confronté à un programme extrêmement chargé la saison prochaine (qualifications pour la Coupe du monde, phase finale du Championnat d'Europe et carré final de la Ligue des nations), Martínez convoque 29 joueurs et sélectionne pour la première fois Jérémy Doku et Landry Dimata. Initialement sélectionnés pour les matchs face au Danemark et à l'Islande de septembre, Dedryck Boyata, Nacer Chadli, Divock Origi et Elias Cobbaut n'ont pas rejoint le groupe car ils n'étaient pas prêts physiquement, le dernier ayant encouru un fracture à la cheville, ni Thomas Vermaelen qui a été interdit de voyage par le gouvernement japonais. Dans les derniers jours du stage de préparation, Hendrik Van Crombrugge, légèrement blessé, Kevin De Bruyne, bientôt papa, et Thibaut Courtois, testé positif au coronavirus, quittent tour à tour la sélection et Martínez appelle Davy Roef en renfort,,.
La première sortie des Diables Rouges, le 5 septembre, est sanctionnée d'une victoire face au Danemark à Copenhague (0-2) au terme d'un match non pas brillant mais sérieux et grâce, notamment, au premier but en sélection de Jason Denayer. Au lendemain de la rencontre, De Bruyne rejoint le groupe ainsi que Michy Batshuayi, qui remplace Yannick Carrasco, au contraire de Romelu Lukaku, libéré de ses obligations internationales, et de Brandon Mechele, testé positif au Covid-19, qui s'en vont. La deuxième rencontre face à l'Islande, à domicile et à huis clos, est remportée aisément (5-1) malgré un onze de base remanié à la suite des mutliples défections. Le 25 septembre, la fédération annonce que la Nouvelle-Zélande renonce à disputer la rencontre du 8 octobre en raison de problèmes organisationnels dus aux mesures sanitaires strictes liées à la pandémie de coronavirus (COVID-19) et que l'adversaire sera en définitive la Côte d'Ivoire.
Le 30 septembre, Martínez annonce sa sélection pour les trois rencontres du mois d'octobre, face à la Côte d'Ivoire en amical et contre l'Angleterre et l'Islande : Alexis Saelemaekers, Zinho Vanheusden, Dodi Lukebakio, Sebastiaan Bornauw et Joris Kayembe sont convoqués pour la première fois. Si les cinq appelés seront bien présents face aux Ivoiriens, Saelemaekers, Vanheusden et Bornauw rejoindront toutefois les espoirs après le match car ceux-ci doivent disputer deux rencontres cruciales en vue de la qualification pour l'Euro U21. Sélectionné au départ, Eden Hazard, déjà resté sur le banc pour les deux rencontres de septembre, doit déclarer une nouvelle fois forfait pour un problème musculaire. Son départ de la sélection est suivi par ceux de Koen Casteels, futur papa, remplacé par Davy Roef et de Thibaut Courtois, déclaré inapte aux examens médicaux,. La Côte d'Ivoire met un terme à une série de douze victoires belges consécutives à l'issue d'une mièvre rencontre amicale achevée sur un partage (1-1) contre une équipe belge expérimentale et fortement rajeunie. Ce match souligne toutefois le retour du public au Stade Roi Baudouin, une première depuis près de douze mois.
Le lendemain du match, Hendrik Van Crombrugge, qui a pourtant étrenné sa première cape, est remplacé par Thomas Kaminski, absent des sélections depuis 2014, car sa femme vient d'accoucher. Jan Vertonghen, blessé à la pommette, Dennis Praet, blessé au genou, et Dodi Lukebakio sont également absents de la sélection pour le match face à l'Angleterre. Les groupes étant passés de trois à quatre participants, le tirage au sort avait en effet également désigné les Anglais comme adversaire des Belges, les Three Lions défaits à deux reprises par ceux-ci lors de la Coupe du monde, prennent leur revanche à Wembley (2-1). Il s'agira toutefois de la seule défaite de Diables Rouges qui semblent avoir gagné en maturité, capables aussi à présent de gagner lors de rencontres plus difficiles en abandonnant la possession du ballon à l'adversaire et en restant concentrés dans l'organisation défensive, les Belges alignent ensuite en effet quatre victoires de rang.
Peu en vue et remplacé en cours de rencontre à Londres, De Bruyne, qui évoque un calendrier trop chargé, quitte le groupe et fait l'impasse sur le match face à l'Islande pour méforme. Son absence, ainsi que celle de nombreux autres cadres, n'empêchera pas l'équipe de s'imposer à Reykjavik (1-2) et de reprendre la tête du groupe, l'Angleterre s'étant inclinée face au Danemark.

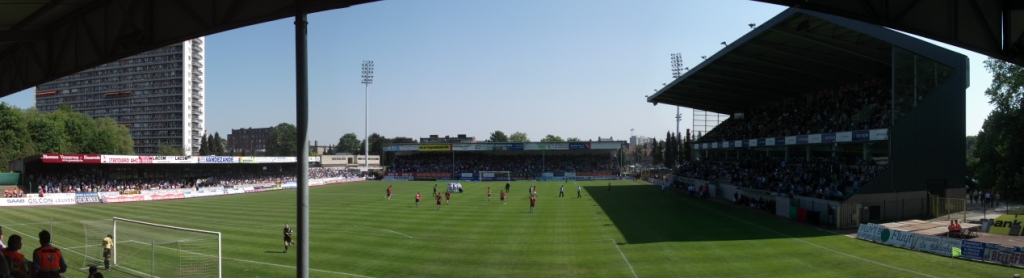
Le Stade King Power at Den Dreef.

Le 30 octobre, le compte Twitter des Diables Rouges annonce que l'équipe jouera ses trois derniers matchs en novembre, contre la Suisse en amical et face à l'Angleterre et au Danemark, au Stade Den Dreef, stade principal des espoirs et des Red Flames, à Louvain en raison du couvre-feu de 22 h à 6 h en vigueur à Bruxelles. Pour ce triptyque final, Martínez fait appel à pas moins de 32 joueurs, dont Charles De Ketelaere qui est sélectionné pour la première fois. Malheureusement, Eden Hazard doit une nouvelle fois déclarer forfait, cette fois pour un test positif au coronavirus. Ce forfait est suivi deux jours plus tard par ceux d'Alexis Saelemaekers, de Leandro Trossard et d'Hendrik Van Crombrugge pour blessures qui sont remplacés par Thomas Kaminski, Thomas Foket, dont la dernière sélection remonte à 2017, et Hannes Delcroix, appelé pour la première fois,. Le jour même du duel face au Helvètes, Kaminski est, lui aussi, testé positif au Covid-19 et se voit remplacé par un énième nouveau venu, Gaëtan Coucke.
Les Belges lavent l'outrage de leur élimination pour la précédente phase finale de la Ligue des nations face à la Suisse (amical, 2-1). Assez brouillons en 1re mi-temps, les joueurs belges élèvent leur niveau en seconde période et s'imposent grâce à un doublé de Michy Batshuayi, son 5e en équipe nationale, et ce malgré l'ouverture du score par la Nati. Ils s'imposent ensuite face à l'Angleterre (2-0) ce qui leur permet d'envisager de manière confiante leur dernière rencontre face aux Danois lors de laquelle un partage est suffisant pour se positionner pour le Final Four. Titulaire face à la Suisse et réserviste contre les Anglais, Simon Mignolet quitte le groupe le lendemain de la rencontre pour prendre un peu de repos.
Alors que le score final laisse supposer une balade face au Danemark (4-2), il faut bien avouer qu'il n'en est rien car les Belges ont souffert près d'une heure, bien qu'ils aient défloré le marquoir de manière précoce, avant qu'un Romelu Lukaku impressionnant ne les mettent à l'abri en 2e mi-temps en plantant son 16e (!) doublé en sélection. Une boulette entre Nacer Chadli et Thibaut Courtois ne remettra pas en question la victoire très longtemps, Kevin De Bruyne scellant définitivement le score deux minutes plus tard à peine. La Belgique se place ainsi pour un carré final royal qui la verra opposée à la France, l'Espagne ou l'Italie.
L'année se termine par le tirage au sort des éliminatoires de la Coupe du monde 2022, le 7 décembre à 18 h (heure locale) à Nyon, au siège de l'UEFA. Les Diables Rouges sont versés dans le groupe E de la zone Europe en compagnie du pays de Galles, de la Tchéquie, la Biélorussie et l'Estonie. La première rencontre opposera la Belgique au pays de Galles, le 24 mars 2021.

## Bilan de l'année
L'objectif principal est atteint, les Diables Rouges se sont qualifiés pour la phase finale de la Ligue des nations, disputée du 6 au 10 octobre 2021 en Italie. Le tirage au sort effectué le 3 décembre à Nyon désigne la France comme adversaire en demi-finales. La Belgique conserve en outre sa 1re place au classement de la FIFA pour la 3e année consécutive.

### Ligue des nations 2020-2021

#### Phase de groupes (Ligue A, Groupe 2)
| Rang | Équipe     | Pts | J | G | N | P | Bp | Bc | Diff |  | Résultats (▼ dom., ► ext.) |     |     |     |     |
| ---- | ---------- | --- | - | - | - | - | -- | -- | ---- |  | -------------------------- | --- | --- | --- | --- |
| 1    | Belgique   | 15  | 6 | 5 | 0 | 1 | 16 | 6  | +10  |  | Belgique                   |     | 4-2 | 2-0 | 5-1 |
| 2    | Danemark   | 10  | 6 | 3 | 1 | 2 | 8  | 7  | +1   |  | Danemark                   | 0-2 |     | 0-0 | 2-1 |
| 3    | Angleterre | 10  | 6 | 3 | 1 | 2 | 7  | 4  | +3   |  | Angleterre                 | 2-1 | 0-1 |     | 4-0 |
| 4    | Islande    | 0   | 6 | 0 | 0 | 6 | 3  | 17 | -14  |  | Islande                    | 1-2 | 0-3 | 0-1 |     |

Légende des classements
- Qualifiée pour la phase finale
- Relégation en Ligue B

### Classement mondial FIFA
| Classement | Équipe     | Score total (déc. 2020) | Points précédents (déc. 2019) | Évolution | Position        |
| ---------- | ---------- | ----------------------- | ----------------------------- | --------- | --------------- |
| 1          | Belgique   | 1 780                   | 1 765                         | +15       | en stagnation   |
| 2          | France     | 1 755                   | 1 733                         | +22       | en stagnation   |
| 3          | Brésil     | 1 743                   | 1 712                         | +31       | en stagnation   |
| 4          | Angleterre | 1 670                   | 1 661                         | +9        | en stagnation   |
| 5          | Portugal   | 1 662                   | 1 639                         | +23       | en augmentation |

Source : FIFA.

## Les matchs
| Ligue des nations 2020-2021 Ligue A - Groupe 2                    | Danemark                      | 0 - 2   | Belgique                 | Parken Stadium Copenhague, Danemark                         |                                                             |
| 5 septembre 2020 · 20:45 heure locale · Historique des rencontres |                               | (0 – 1) | Denayer 9e · Mertens 77e | Spectateurs : 0 (huis clos) Arbitrage : Sandro Schärer (en) | Spectateurs : 0 (huis clos) Arbitrage : Sandro Schärer (en) |
| 5 septembre 2020 · 20:45 heure locale · Historique des rencontres | Rapport (UEFA) Rapport (RBFA) |         |                          | Spectateurs : 0 (huis clos) Arbitrage : Sandro Schärer (en) | Spectateurs : 0 (huis clos) Arbitrage : Sandro Schärer (en) |

| Ligue des nations 2020-2021 Ligue A - Groupe 2                    | Belgique                                                | 5 - 1   | Islande            | Stade Roi Baudouin Laeken, Belgique                           |                                                               |
| 8 septembre 2020 · 20:45 heure locale · Historique des rencontres | Witsel 13e · Batshuayi 17e 69e · Mertens 50e · Doku 79e | (2 – 1) | H. Friðjónsson 11e | Spectateurs : 0 (huis clos) Arbitrage : Paweł Raczkowski (en) | Spectateurs : 0 (huis clos) Arbitrage : Paweł Raczkowski (en) |
| 8 septembre 2020 · 20:45 heure locale · Historique des rencontres | Rapport (UEFA) Rapport (RBFA)                           |         |                    | Spectateurs : 0 (huis clos) Arbitrage : Paweł Raczkowski (en) | Spectateurs : 0 (huis clos) Arbitrage : Paweł Raczkowski (en) |

Note : Toby Alderweireld fut honoré avant la rencontre pour sa 100e sélection pour les Diables Rouges. D’autre part, Jan Vertonghen, capitaine attitré, car Eden Hazard démarre sur le banc, a spontanément offert le brassard à Alderweireld pour l’occasion.
| Match amical                                                    | Belgique                      | 1 - 1   | Côte d'Ivoire     | Stade Roi Baudouin Laeken, Belgique                   |                                                       |
| 8 octobre 2020 · 20:45 heure locale · Historique des rencontres | Batshuayi 53e                 | (0 – 0) | Kessié 87e (pen.) | Spectateurs : 7 000 Arbitrage : Serdar Gözübüyük (en) | Spectateurs : 7 000 Arbitrage : Serdar Gözübüyük (en) |
| 8 octobre 2020 · 20:45 heure locale · Historique des rencontres | Rapport (UEFA) Rapport (RBFA) |         |                   | Spectateurs : 7 000 Arbitrage : Serdar Gözübüyük (en) | Spectateurs : 7 000 Arbitrage : Serdar Gözübüyük (en) |

Note : La Belgique devait en principe affronter la Nouvelle-Zélande pour la première fois de son histoire mais celle-ci renonce en définitive à disputer la rencontre en raison de problèmes organisationnels dus aux mesures sanitaires strictes liées à la pandémie de coronavirus (COVID-19).
| Ligue des nations 2020-2021 Ligue A - Groupe 2                   | Angleterre                      | 2 - 1   | Belgique          | Stade de Wembley Londres, Angleterre                        |                                                             |
| 11 octobre 2020 · 17:00 heure locale · Historique des rencontres | Rashford 39e (pen.) · Mount 64e | (1 – 1) | Lukaku 16e (pen.) | Spectateurs : 0 (huis clos) Arbitrage : Tobias Stieler (en) | Spectateurs : 0 (huis clos) Arbitrage : Tobias Stieler (en) |
| 11 octobre 2020 · 17:00 heure locale · Historique des rencontres | Rapport (UEFA) Rapport (RBFA)   |         |                   | Spectateurs : 0 (huis clos) Arbitrage : Tobias Stieler (en) | Spectateurs : 0 (huis clos) Arbitrage : Tobias Stieler (en) |

| Ligue des nations 2020-2021 Ligue A - Groupe 2                   | Islande                       | 1 - 2   | Belgique             | Laugardalsvöllur Reykjavik, Islande                |                                                    |
| 14 octobre 2020 · 18:45 heure locale · Historique des rencontres | Saevarsson 17e                | (1 – 2) | Lukaku 9e 38e (pen.) | Spectateurs : 60 Arbitrage : Andris Treimanis (en) | Spectateurs : 60 Arbitrage : Andris Treimanis (en) |
| 14 octobre 2020 · 18:45 heure locale · Historique des rencontres | Rapport (UEFA) Rapport (RBFA) |         |                      | Spectateurs : 60 Arbitrage : Andris Treimanis (en) | Spectateurs : 60 Arbitrage : Andris Treimanis (en) |

Note : Physiquement, le match fut coaché du côté islandais par Arnar Viðarsson, le sélectionneur des espoirs (U21), alors que Erik Hamrén et son staff ont été placés en quarantaine après qu'un cas de COVID-19 ait été détecté parmi les collaborateurs de la fédération.
| Match amical                                                      | Belgique                      | 2 - 1   | Suisse      | Stade Den Dreef, Louvain, Belgique                     |                                                        |
| 11 novembre 2020 · 20:45 heure locale · Historique des rencontres | Batshuayi 49e 70e             | (0 – 1) | Mehmedi 12e | Spectateurs : 0 (huis clos) Arbitrage : Jérôme Brisard | Spectateurs : 0 (huis clos) Arbitrage : Jérôme Brisard |
| 11 novembre 2020 · 20:45 heure locale · Historique des rencontres | Rapport (UEFA) Rapport (RBFA) |         |             | Spectateurs : 0 (huis clos) Arbitrage : Jérôme Brisard | Spectateurs : 0 (huis clos) Arbitrage : Jérôme Brisard |

| Ligue des nations 2020-2021 Ligue A - Groupe 2                    | Belgique                      | 2 - 0   | Angleterre | Stade Den Dreef, Louvain, Belgique                     |                                                        |
| 15 novembre 2020 · 20:45 heure locale · Historique des rencontres | Tielemans 10e · Mertens 24e   | (2 – 0) |            | Spectateurs : 0 (huis clos) Arbitrage : Danny Makkelie | Spectateurs : 0 (huis clos) Arbitrage : Danny Makkelie |
| 15 novembre 2020 · 20:45 heure locale · Historique des rencontres | Rapport (UEFA) Rapport (RBFA) |         |            | Spectateurs : 0 (huis clos) Arbitrage : Danny Makkelie | Spectateurs : 0 (huis clos) Arbitrage : Danny Makkelie |

| Ligue des nations 2020-2021 Ligue A - Groupe 2                    | Belgique                                      | 4 - 2   | Danemark                    | Stade Den Dreef, Louvain, Belgique                    |                                                       |
| 18 novembre 2020 · 20:45 heure locale · Historique des rencontres | Tielemans 3e · Lukaku 57e 69e · De Bruyne 87e | (1 – 1) | Wind 17e · Chadli 86e (csc) | Spectateurs : 0 (huis clos) Arbitrage : Slavko Vinčić | Spectateurs : 0 (huis clos) Arbitrage : Slavko Vinčić |
| 18 novembre 2020 · 20:45 heure locale · Historique des rencontres | Rapport (UEFA) Rapport (RBFA)                 |         |                             | Spectateurs : 0 (huis clos) Arbitrage : Slavko Vinčić | Spectateurs : 0 (huis clos) Arbitrage : Slavko Vinčić |

## Les joueurs
| Joueurs                | Joueurs                | LN 2021 | LN 2021 | Amical  | LN 2021 | LN 2021 | Amical  | LN 2021 | LN 2021 |
| ---------------------- | ---------------------- | ------- | ------- | ------- | ------- | ------- | ------- | ------- | ------- |
| Gardiens de but        |                        |         |         |         |         |         |         |         |         |
| Simon Mignolet         | Club Bruges KV         | 90      | 56e     | 77e     | 90      | 90      | 90      | r       |         |
| Davy Roef              | KAA La Gantoise        | r       | r       | r       | r       | r       |         |         |         |
| Koen Casteels          | VfL Wolfsbourg         | r       | 56e     |         |         |         | r       | r       | r       |
| Hendrik Van Crombrugge | RSC Anderlecht         |         |         | 77e     |         |         |         |         |         |
| Jens Teunckens (en)    | AEK Larnaca            |         |         | r       |         |         |         |         |         |
| Thomas Kaminski        | Blackburn Rovers       |         |         |         | r       | r       |         |         |         |
| Thibaut Courtois       | Real Madrid            |         |         |         |         |         |         | 90      | 90      |
| Gaëtan Coucke          | KV Mechelen            |         |         |         |         |         |         |         | r       |
| Défenseurs             |                        |         |         |         |         |         |         |         |         |
| Toby Alderweireld      | Tottenham Hotspur      | 90      | 90      |         | 90      | 90      |         | 90 51e  | 90      |
| Jason Denayer          | Olympique lyonnais     | 90      | 90      | r       | 90      | 90      | 90+1e   | 90      | 90      |
| Jan Vertonghen         | SL Benfica             | 90      | 90      |         |         |         | 58e     | 90      | 90+1e   |
| Brandon Mechele        | Club Bruges KV         | r       |         | 90      | r       | r       | 90      | r       | r       |
| Zinho Vanheusden       | Standard de Liège      |         |         | 77e     |         |         |         |         |         |
| Dedryck Boyata         | Hertha Berlin          |         |         | 90      | 90      | 90      |         |         | 90+1e   |
| Sebastiaan Bornauw     | 1. FC Cologne          |         |         | 77e 86e |         |         | 90+1e   |         |         |
| Hannes Delcroix        | RSC Anderlecht         |         |         |         |         |         | 58e     | r       |         |
| Milieux                |                        |         |         |         |         |         |         |         |         |
| Timothy Castagne       | Leicester City         | 90      | r       | 89e     | 90      | 68e     |         |         |         |
| Youri Tielemans        | Leicester City         | 87e 20e | r       | r       | 90      | 90      | 46e     | 90      | 90      |
| Axel Witsel            | Borussia Dortmund      | 90      | 90      |         | 90      | 90 85e  |         | 90 44e  |         |
| Thorgan Hazard         | Borussia Dortmund      | 90      | 65e     |         |         |         | 90+1e   | 90      | 77e     |
| Leander Dendoncker     | Wolverhampton          | r       | r       | 90 64e  | r       | r       | 46e     |         | 90      |
| Hans Vanaken           | Club Bruges KV         | r       | 80e     | 90      | r       | 61e     | 90      | r       | r       |
| Thomas Meunier         | Borussia Dortmund      | r       | 90      |         | 90 38e  | 90      |         | 90 54e  |         |
| Dennis Praet           | Leicester City         | 57e     | r       | r       |         | r       | 90      | 83e     | r       |
| Kevin De Bruyne        | Manchester City        |         | 80e     |         | 73e     |         |         | 90      | 90      |
| Alexis Saelemaekers    | AC Milan               |         |         | 90 63e  |         |         |         |         |         |
| Joris Kayembe          | R Charleroi SC         |         |         | 89e     | r       |         | 83e     |         | r       |
| Nacer Chadli           | Istanbul Başakşehir    |         |         |         |         |         | 58e     | r       | 90      |
| Thomas Foket           | Stade de Reims         |         |         |         |         |         | 58e 63e | r       | 77e     |
| Attaquants             |                        |         |         |         |         |         |         |         |         |
| Dries Mertens          | SSC Naples             | 80e     | 90      |         |         |         |         | 83e     | 90 50e  |
| Yannick Carrasco       | Atlético Madrid        | 57e     |         |         | 83e     | 90      |         |         |         |
| Romelu Lukaku          | Inter Milan            | 90      |         |         | 90      | 90      |         | 90      | 90      |
| Eden Hazard            | Real Madrid            | r       | r       |         |         |         |         |         |         |
| Landry Dimata          | RSC Anderlecht         | r       | r       |         |         |         |         |         |         |
| Yari Verschaeren       | RSC Anderlecht         | r       | 65e     | 68e     | 73e     | r       | r       | r       | r       |
| Leandro Trossard       | Brighton & Hove Albion | 80e     | r       | 68e     | r       | 61e     |         |         |         |
| Jérémy Doku            | Stade rennais          | 87e     | 90      | 68e     | 83e     | 68e     |         |         |         |
| Michy Batshuayi        | Crystal Palace         |         | 90      | 68e     | r       | r       | 90      | r       | r       |
| Dodi Lukebakio         | Hertha Berlin          |         |         | r       |         | r       | 83e     | r       | r       |
| Divock Origi           | Liverpool              |         |         | 68e     | r       | r       |         |         |         |
| Christian Benteke      | Crystal Palace         |         |         | 68e     | r       | r       | r       | r       | r       |
| Charles De Ketelaere   | Club Bruges KV         |         |         |         |         |         | 90+1e   |         |         |

Un « r » indique un joueur qui était parmi les remplaçants mais qui n'est pas monté au jeu.
1. 1 2 3 4 5 6 7 8 9 10 11  Première sélection officielle pour le joueur.
2. 1 2  Premier but officiel pour le joueur.

## Aspects socio-économiques

### Audiences télévisuelles
| Jour de diffusion | Match                    | Compétition       | Diffuseur francophone | Téléspectateurs | Part d'audience | Diffuseur néerlandophone | Téléspectateurs | Part d'audience |
| ----------------- | ------------------------ | ----------------- | --------------------- | --------------- | --------------- | ------------------------ | --------------- | --------------- |
| 5 septembre 2020  | Danemark - Belgique      | Ligue des nations | RTL TVI               | 580 179         | 36,8%           | VTM                      | 861 166         | 36,2%           |
| 8 septembre 2020  | Belgique - Islande       | Ligue des nations | La Une                | 685 688         | 47,2%           | VTM                      | 891 783         | 35,3%           |
| 8 octobre 2020    | Belgique - Côte d'Ivoire | Amical            | RTL TVI               | 575 685         | 37,6%           | VTM                      | 749 191         | 32,1%           |
| 11 octobre 2020   | Angleterre - Belgique    | Ligue des nations | RTL TVI               | 684 041         | 44,9%           | VTM                      | 888 911         | 43,4%           |
| 14 octobre 2020   | Islande - Belgique       | Ligue des nations | La Une                | 600 200         | 38,2%           | VTM                      | 797 681         | 28,2%           |
| 11 novembre 2020  | Belgique - Suisse        | Amical            | RTL TVI               | 523 838         | 33,3%           | VTM                      | 804 201         | 25,6%           |
| 15 novembre 2020  | Belgique - Angleterre    | Ligue des nations | RTL TVI               | 723 764         | 38,2%           | VTM                      | 1 252 028       | 47,2%           |
| 18 novembre 2020  | Belgique - Danemark      | Ligue des nations | RTL TVI               | 713 932         | 44,0%           | VTM                      | 1 147 276       | 38,3%           |

Source : CIM.

## Sources

### Statistiques
1. ↑  « CLASSEMENT MASCULIN », sur fifa.com, FIFA, 10 décembre 2020 (consulté le 26 juin 2021)
2. ↑  « RÉSULTATS PUBLICS », sur cim.be, CIM